# Институт прикладной математики и механики НАН Украины
Институт прикладной математики и механики Национальной академии наук Украины — научно-исследовательский институт в составе отделения математики Национальной академии наук Украины.

## История института
Донецкий вычислительный центр АН УССР был создан в 1965 году и 23 июня 1970 года преобразован в Институт прикладной математики и механики АН УССР.
Основателем института и его первым директором (1965—1974) был академик АН УССР, заслуженный деятель науки и техники Украины И. И. Данилюк, в дальнейшем: академик РАПН, профессор, доктор технических наук А. М. Богомолов.
В сентябре 1977 года институт возглавил И. В. Скрыпник.
С 2005 по 2014 годы Институт возглавлял академик НАН Украины А. М. Ковалёв.
После начала вооружённого конфликта на востоке Украины весной 2014 года положение института осложнилось. 7 августа 2014 во время артиллерийского обстрела Донецка здание института получило повреждения.
С декабря 2014 по май 2016 Институт временно возглавлял член-корреспондент НАН Украины В. Я. Гутлянский.
С 2016 Институт возглавляет доктор физико-математических наук Скрыпник Игорь Игоревич.
С февраля 2015 года юридический адрес ИПММ из Донецка перемещен в город Славянск.
Часть института в ДНР возглавляется руководителем Ковалёвым А. М.

## Направления фундаментальных исследований
- Теория дифференциальных уравнений в частных производных и операторов, конструктивная и геометрическая теория функций.
- Теория случайных процессов и математическая статистика.
- Динамика твердого тела, теория устойчивости и управления, механика горных пород.
- Моделирование, идентификация и распознавание управляющих систем.

## Научные школы института
- Дифференциальных уравнений в частных производных (основана акад. АН УССР И. И. Данилюком и Я. Б. Лопатинским).
- Комплексного анализа, теории конформных отображений и теории приближений, основана член-корр. АН УССР Г. Д. Суворовым; теории вероятностей и математической статистики (основана член-корр. АН УССР И. И. Гихманом).
- Аналитической механики (основана чл.-корр. НАНУ П. В. Харламовым).
- Математических и технических проблем кибернетики (основана академиком РАПН А. М. Богомоловым).

## Издания института
- «Труды Института прикладной математики и механики» (с 1997), c 1999 года реферируемое в европейском международном реферативном журнале «Zentralblatt MATH».
- «Украинский математический вестник» (англоязычная версия «Ukrainian mathematical bulletin»).

Учёными института опубликовано около 80 обобщающих монографий, более 20 работ переведены на иностранные языки.

## Награды и премии
- Орден Ленина
- Орден Октябрьской революции
- Орден «Знак Почёта».
- Орден Дружбы народов.
- Орден князя Ярослава Мудрого V степени.
- Золотые, серебряные и бронзовые медали ВДНХ СССР.
- Государственная премия Украины в области науки и техники.
- Премии НАН Украины: им. Н. М. Крылова, им. Н. Н. Боголюбова, им. А. Н. Дынника, им. М. В. Остроградского.

Четырём учёным института было присвоено звания «Заслуженный деятель науки и техники Украины».